# Karl Melior
Karl Ernst Ludwig Melior (* 18. Dezember 1817 in Büdingen; † 8. April 1893 in Darmstadt) war ein hessischer Kreisrat und Abgeordneter der Zweiten Kammer der Landstände des Großherzogtums Hessen.

## Familie
Er war der Sohn des Rats und Kammerdirektors Carl Friedrich Melior (1784–1850) und dessen Frau Maria Ernestine Caroline, geborene Steimetz. Die Familie war evangelisch.
Karl Melior heiratete Sophie Elise, geborene Demmer (1820–1903).

## Karriere
Karl Melior studierte Rechtswissenschaft an der Universität Gießen, erhielt anschließend eine Stelle als Hofgerichtsakzessist und 1847 als Sekretär beim Kreis Bingen. Im Zuge der Revolution von 1848 im Großherzogtum Hessen wurden die Kreise abgeschafft und Regierungsbezirke geschaffen. Karl Melior wurde Sekretär der Regierungskommission des Regierungsbezirks Erbach. Nach der Wiederherstellung der Kreise 1852 wurde er mit der Verwaltung des Kreises Schotten beauftragt und 1854 definitiv Kreisrat. 1857 wechselte er als weltlicher Rat zum Oberkonsistorium der Evangelischen Landeskirche Hessen nach Darmstadt. 1858 wurde er zum Kreisrat des Kreises Offenbach ernannt. 1859 wechselte er als zweites Mitglied und weltlicher Rat ins Oberkonsistorium zurück. 1861 bis 1870 wurde er Mitglied der Zivildiener-Witwenkassen-Kommission und von 1870 bis 1876 Spezialdirektor der Aachener und Münchener Feuerversicherungs-Gesellschaft.

## Weitere Engagements
- Von 1856 bis 1862 gehörte er während des 15. und 16. Landtags der Zweiten Kammer der Landstände an. Er wurde für den Wahlbezirk Oberhessen 7/Herbstein gewählt.[4]
- 1871 Mitglied der Kommission zur Prüfung der evangelischen Pfarramtskandidaten[5]

## Ehrungen
- 1867 Ritterkreuz I. Klasse des Verdienstordens Philipps des Großmütigen[6]
- 1871 Geheimer Oberkonsistorialrat[7]
- 1874 Ritterkreuz I. Klasse des Ludewigs-Ordens[8]
- 1877 Geheimrat[9]
- 1887 Komturkreuz II. Klasse des Verdienstordens Philipps des Großmütigen[10]
- 1890 Krone zum Komturkreuz II. Klasse des Verdienstordens Philipps des Großmütigen[11]